# 北海道道1029号花浦内浦線
北海道道1029号花浦内浦線（ほっかいどうどう1029ごう はなうらうちうらせん）は、北海道二海郡八雲町内を結ぶ一般道道（北海道道）である。

## 概要
国道5号八雲バイパスの完成に伴い、道道へ移管となった旧国道5号の路線である。

### 路線データ
- 起点：北海道二海郡八雲町花浦（国道5号交点）
- 終点：北海道二海郡八雲町内浦町（国道5号交点）
- 総延長：4.710 km
- 実延長：4.539 km
- 重用延長：0.171 km

## 歴史
- 1983年（昭和58年）3月31日 - 路線認定[1]。

## 路線状況

### 道路施設

#### 主な橋梁
- 遊楽部橋（230 m、遊楽部川、八雲町立岩-八雲町元町）

## 地理

### 通過する自治体
- 渡島総合振興局
  - 二海郡八雲町

### 交差する道路
八雲町
- 国道5号 - 花浦（起点）
- 国道277号 - 立岩
- 北海道道202号八雲停車場線 - 本町
- 北海道道42号八雲北檜山線 - 東雲町（立体交差）
- 国道5号 - 内浦町（終点）

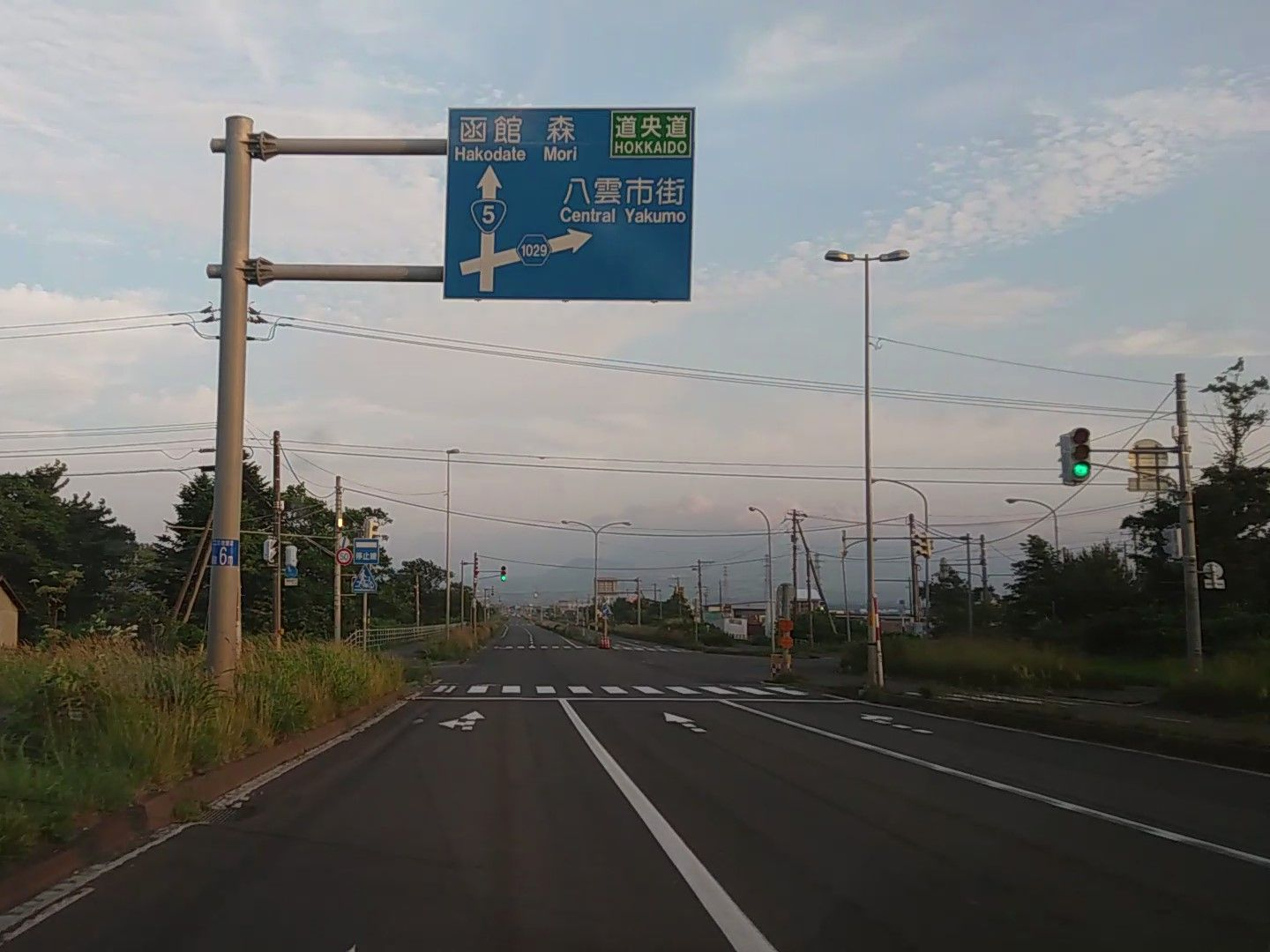
北海道道1029号花浦内浦線・国道5号交点（道道起点、国道5号札幌側から）
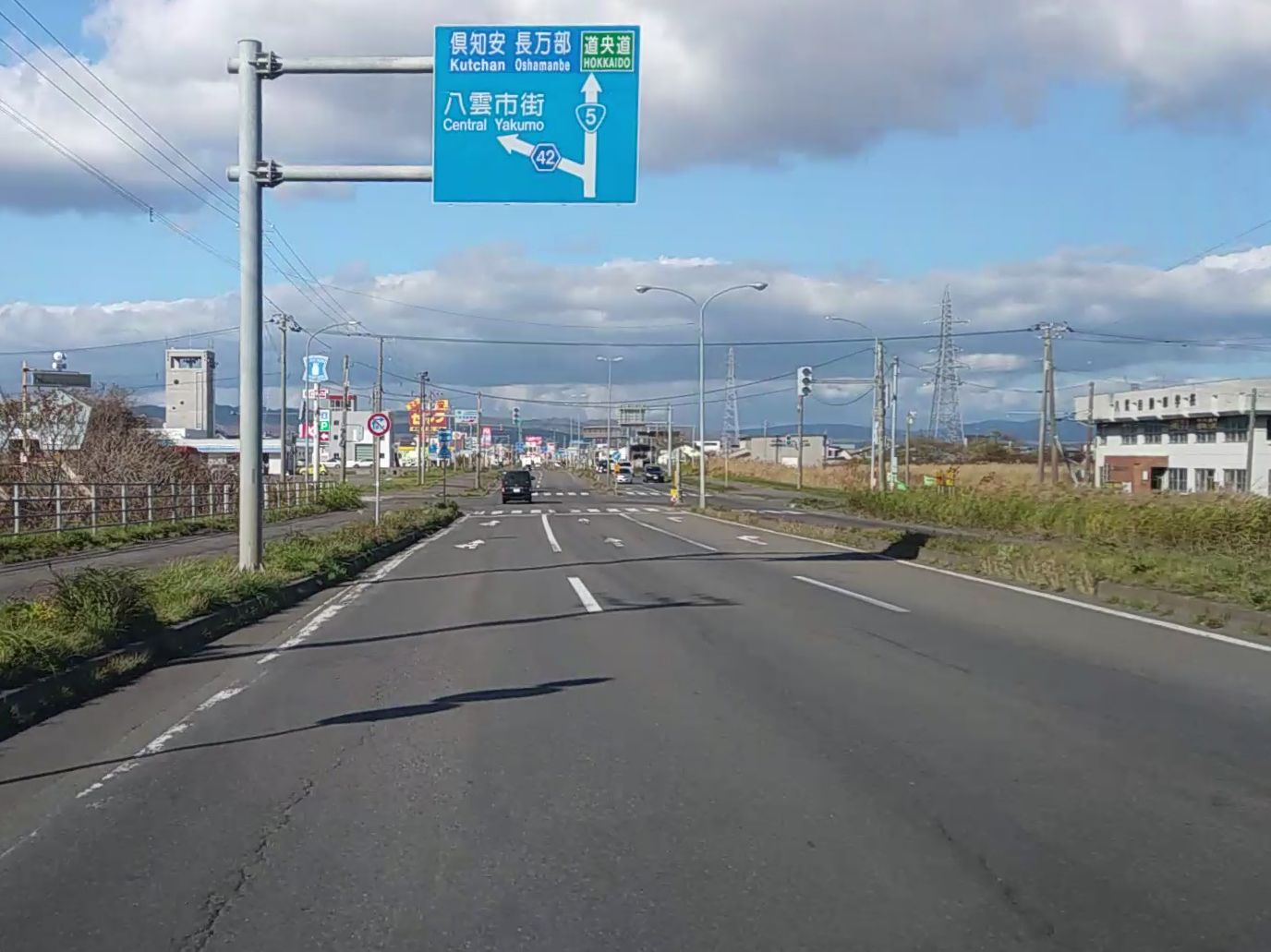
北海道道1029号花浦内浦線・国道5号交点（道道終点、国道5号函館側から）標識の表記が変更前の北海道道42号八雲北檜山線表記となっている

### 沿線にある施設など
八雲町
- ローソン八雲町立岩店 - 立岩61-2
- 八雲郵便局＝本町265-1 - 本町251-1
- 北海道労働金庫八雲支店 - 本町90
- ローソン八雲本町店 - 本町234-4
- 渡島信用金庫八雲支店 - 本町209
- JR北海道 函館本線 八雲駅 - 本町125-1
- 八雲消防署 - 内浦町191-1
- ローソン八雲町内浦店 - 内浦町209-7
- 八雲自動車学校 - 内浦町208